# Alfred Schmitt-Batiston
Alfred Schmitt-Batiston (* 7. Juli 1830; † 15. März 1881) war ein elsässischer Gutsbesitzer und Mitglied des Reichstags des Deutschen Kaiserreichs.

## Leben
Schmitt-Batiston war Gutsbesitzer in Röschwoog, Kreis Hagenau. Von 1878 bis zu seinem Tode 1881 war er Reichstagsabgeordneter für den Wahlkreis Elsaß-Lothringen 10 (Hagenau, Weißenburg). Im Reichstag gehörte er wie die übrigen elsaß-lothringischen Abgeordneten keiner Fraktion an.